# 穂積昭雪
穂積 昭雪（ほづみ あきゆき）は、日本の作家・ライター。東京都葛飾区出身。山口敏太郎タートルカンパニー所属。

## 略歴
2011年、宝塚大学造形芸術学部映画コース卒業。大学在学中にライターデビュー。編集者などサラリーマン生活を経て、2016年より「珍事件・怪事件ライター」を名乗り活動を再開。
明治時代、大正時代、昭和時代など近代に発生した奇妙な事件を独自の視点で再調査・発表する活動を行っている。
2020年にBSフジのテレビ番組「次課・長州の力旅」に出演。以来、テレビ出演・イベント出演、同人誌活動、YouTubeでの動画配信を中心に活動している。

## 人物
- 同じ事務所の中沢健、都市ボーイズと仲が良く、彼らと「オカルトーカーズ」というユニットライブに参加していた。
- アニメ「ガールズ＆パンツァー」の大ファンで、本作に出演の声優・井口裕香と共演した際には「心臓破れるほど緊張した」という。[5]
- 趣味は落語鑑賞、ボーカロイド鑑賞など。妖怪ウォッチの大ファンでもある。[3]

## 出演
テレビ
- 次課・長州の力旅（2020年4月25日、BSフジ）

ラジオ
- はみだし しゃべくりラジオ キックス（2020年1月23日、YBSラジオ）
- The Dave Fromm Show（2020年2月14日、インターFM）
- RADIO UnoZero（2020年7月31日、文化放送）
- 山口敏太郎の日本大好き（八王子FMほか）

DVD
- 心霊vs人間 帝都前編 罪と罰（2020年、スパイスビジュアル）

## 書籍

### 単著
- 日本怪奇事件史（古今怪奇刊行会）

### 参加書籍
- 最新版! ヤバい「都市伝説」大全（宝島社）
- 超ヤバい「都市伝説」大全 あの事件の黒幕編（宝島社）
- 本当にヤバい!! 昭和の「都市伝説」大全集（宝島社）
- 激ヤバ「都市伝説」 世界の「陰謀」大全!（宝島社）
- 『実話！「発禁＆放送禁止」タブーの全真相』（宝島社）
- 2016予言 驚異のシナリオ（ダイアプレス）
- 噂の芸能情報 芸能都市伝説（みなみ出版）

## WEB
- 現代ビジネス（講談社）
- リアルライブ（株式会社フェイツ）
- 日刊サイゾー（サイゾー）

## イベント出演
- 中沢たけし軍団祭り（新宿ゴールデン街劇場）※レギュラー
- オカルトーカーズ（新宿ゴールデン街劇場）※レギュラー
- ATLASライターライブ（新宿ゴールデン街劇場）※主催
- 第２回オカルト怪談ナイト！お憑かれさま！（ひかりのうま）